# Demetra di Cnido
La Demetra di Cnido è una scultura a grandezza naturale raffigurante la dea Demetra, in passato posizionata nell'antico porto di Cnido, in Asia minore (attualmente nei pressi di Datça, Turchia). Conservata al British Museum di Londra, si tratta di un esempio monumentale di scultura ellenistica del 350 a.C. circa.

## Storia
L'archeologo inglese Charles Thomas Newton riscoprì l'opera negli anni 1857-1858 e quasi immediatamente la fece a trasferire a Londra perché diventasse parte della collezione di arte greco-romana del British Museum.

### Santuario di Demetra
Demetra era la dea della natura, dell'agricoltura, della fertilità, artefice dei raccolti, del grano e delle altre colture, nonché del ciclo delle stagioni. A Cnido era venerata insieme ad Ade e alle altre divinità degli inferi, tra cui sua figlia Persefone. La costruzione del santuario di Demetra a Cnido fu cominciata nel 350 a.C., quando la città fu rifondata. Il santuario si componeva di un grande terrazzo affacciato sull'acropoli, con la vista della città e del mare alle sue spalle. Molte statuette votive venivano depositate all'interno del tempio: la maggior parte di esse fu in seguito scoperta in frammenti, mentre la statua di Demetra fu rinvenuta quasi totalmente intatta.

## Descrizione
La statua, realizzata in marmo, raffigura la dea seduta su un trono (approssimativamente la sua altezza è di 150 centimetri). Mentre diverse parti della scultura si presentano in condizioni eccellenti, lo schienale e i braccioli del trono, così come gli avambracci e le mani della dea, scolpiti separatamente, sono andati perduti. Anche la testa è stata scolpita disgiuntamente e solo in seguito fissata sul collo. Demetra è rappresentata con un'espressione serena, atemporale, che rivela il suo ruolo materno tra gli Olimpi.